# Бриль, Игорь Михайлович
И́горь Миха́йлович Бриль (род. 9 июня 1944 года, Москва, РСФСР, СССР) — советский и российский джазовый пианист, композитор. Народный артист Российской Федерации (1998). Профессор Российской академии музыки им. Гнесиных; академик Международной Академии творчества, автор первого в стране джазового учебного пособия «Практический курс джазовой импровизации» (1979), выдержавшего восемь изданий.
В разное время делил сцену с Джоном Фрейзером, Бобом Хатчерсоном, Джо Хендерсоном, Георгием Гараняном, Алексеем Козловым, Адамом Маковичем, Майклом Бреккером, Анатолием Кроллом, Рэем Чарльзом, Диззи Гиллеспи, Дэйвом Брубеком и многими другими джазменами. Автор музыки к спектаклям и к фильмам («Зангезур», «Кот в сапогах», «Серсо» и другие).

## Биография
Отец — Михаил Абрамович Бриль (1910—1957), уроженец Минска, военнослужащий, участник Великой Отечественной войны, подполковник интендантской службы, с 1949 года служил на границе с Китаем в Бурятии, погиб 30 марта 1957 года. Мать — Фаина Викторовна Яковлева (1912—1993), пианистка. Старший брат — Валерий, виолончелист. Супруга — Тамара Лазаревна Бриль (урождённая Гибалевич, род. 1942), заведующая кафедрой звукорежиссуры РАМ им. Гнесиных. Сыновья — близнецы (род. 1972) Александр и Дмитрий, джазовые саксофонисты.
1963 — окончил фортепианное отделение музыкального училища при Московской государственной консерватории им. П. И. Чайковского. 

1966-69 — играл в вокально-инструментальном джаз-оркестре «ВИО-66» Юрия Саульского и одновременно в квартете с Алексеем Козловым. 

1969-74 — художественный руководитель творческого отделения Студии импровизационной музыки «Москворечье». Записывается с Германом Лукьяновым. 

1968 — выезжает с сольными концертами в Германию (Берлин, Дрезден, Лейпциг), которые стали одним из первых крупных успехов российского джаза на международной сцене. 

1971 — окончил Музыкально-педагогический институт им. Гнесиных по классу фортепиано (класс профессора Теодора Гутмана). 

1972 — Бриль собирает секстет «Ансамбль современного джаза», в составе которого альт-саксофонист Александр Осейчук, тенор-саксофонист Алексей Набатов, трубач Николай Батхин, бас-гитарист Юрий Андреев и барабанщик Геннадий Зайцев. 

1972-74 — принял участие в создании профессионального джазового образования. Председатель предметно-цикловой комиссии эстрадно-джазовой специализации Государственного музыкального училища им. Гнесиных (ныне Государственное музыкальное училище эстрадного и джазового искусства) (1974). 

1976 — записывается с известным польским пианистом Адамом Маковичем. 

1983 — принят в Союз композиторов. 

1985 — вместе с гитаристом Виталием Розенбергом пишет музыку к фильму «Про кота...» 

1987 — выпущена первая пластинка в США «Before The Sunsets». 

1988 — первые гастроли в США (Нью-Йорк, Вашингтон, Солт-Лейк-Сити). 1989 — в США выпущен CD «Live At The Village Gate».

1990 — Игорь Бриль создает новый ансамбль «Игорь Бриль и Новое поколение», с участием своих сыновей-близнецов — Дмитрия (сопрано-саксофон) и Александра (тенор-саксофон). Ансамбль стал творческой лабораторией и стартовой площадкой для многих молодых джазменов. Организует I Всероссийский конкурс молодых исполнителей джазовой музыки. 

1993 — зав. кафедрой «Инструментальное и джазовое исполнительство» РАМ им. Гнесиных. 

1996 — становится профессором РАМ им. Гнесиных. Организует первый фестиваль-смотр джазовых ансамблей учебных заведений искусств г. Москвы, в дальнейшем участие студенческих ансамблей в джазовой номинации фестивалей «Фестос» (1998—2012). 

1997 — большой концерт в честь 35-летия творческой деятельности Игоря Бриля в Концертном зале им. Чайковского. 

1998 — присвоено звание Народного артиста Российской Федерации. 

2003 — Игорь Бриль организовывает Всероссийский фестиваль молодых исполнителей «Джазовое крещение» (Сочи), один из организаторов и председатель жюри детских конкурсов «Рояль в джазе» в Москве, Архангельске, международный конкурс исполнителей джазовой музыки в Донецке (Украина). 

2004 — за выдающийся вклад в отечественную культуру на площади Звезд рядом с Государственным центральным концертным залом «Россия» была открыта именная плита-звезда маэстро. Вручение ордена Почета. Игорь Бриль становится академиком Международной Академии творчества. 

2007 — создание джазового объединения Brilliant Jazz Club, которым управляют члены семьи Бриль — Денис Бриль, Игорь Бриль, Александр и Дмитрий Брили. Резидентами Brilliant Jazz Club являются Алексей Семёнович Козлов, Анатолий Кролл, Давид Голощекин, Алексей Кузнецов, Даниил Крамер, Андрей Макаревич, Сергей Мазаев, Сергей Жилин, Евгений Борец, Михаил и Яков Окуни, Сергей Никитин, Галина Хомчик, Алексей Иващенко, Фредерик Белинский. 

2010 — Удостоен Благодарности Президента Российской Федерации за заслуги в области культуры и многолетнюю плодотворную работу
2011 — в Светлановском зале ММДМ проходит концерт, посвященный 35-летию профессионального образования в джазе, организованный Игорем Брилем совместно с музыкальным обществом Москвы. Сольные концерты в США, в том числе в Библиотеке Конгресса.

## Дискография
1965 — Джаз-65

1966 — Джаз-66

1967 — Джаз-67

1968 — Джаз-68

1969 — Фрагменты «Нового вальса и бразильской босановы» 

1969 — Осень в Серебряном бору (Алексей Кузнецов) 

1971 — Jamboree-71

1973 — Оркестровые пьесы (Алексей Мажуков) 

1976 — Игорь Бриль и Адам Макович. Импровизация. 

1978 — Фрагменты «Балканского орнамента» 

1978 — Джаз-78

1979 — Московский хор молодежи и студентов п/у Б. Тевлина

1979 — Утро Земли

1980 — Оркестр приехал

1982 — Джаз-82

1983 — Осенние ритмы-83

1983 — Фестиваль «Московская осень» 

1984 — Концерт в Олимпийской деревне

1984 — Джаз-84

1985 — Игорь Бриль. Импровизации

1985 — Перед заходом солнца

1986 — Дневные мечты (Татевик Оганесян) 

1987 — Before The Sunsets (USA) 

1989 — Igor Bril — Live At The Village Gate (USA) 

1994 — Igor Bril & The New Generation. Endless Road

1997 — Игорь Бриль. В пути. 

1999 — Igor Bril, Yuri Goloubev — Rendering

1999 — Igor Bril. Time Remembered

2000 — Bril Brothers. Immersion. 

2001 — В гостях у Джаз-аккорда

2002 — Игорь Бриль. Три встречи. 

2002 — Игорь Бриль, Майя Бараташвили. Collection «Live».

2003 — Bril Brothers. Song For…

2003 — Советский джаз. Vol.1. 

2008 — Jazz; BrilSound. Together

2011 — Igor Bril. Live at the Library of Congress (USA)

## Награды и звания
- Орден Почёта (20 декабря 2004 года) — за многолетнюю плодотворную деятельность в области культуры и искусства[6].
- Народный артист Российской Федерации (13 октября 1998 года) — за большие заслуги в области искусства[7].
- Заслуженный артист РСФСР (2 июля 1987 года) — за заслуги в области советского музыкального искусства[8].
- Благодарность Президента Российской Федерации (16 июля 2010 года) — за заслуги в области культуры и многолетнюю плодотворную работу[5].
- Благодарность Министра культуры Российской Федерации (24 декабря 2003 года) — за большую работу, поведённую Государственным музыкальным училищем эстрадно-джазового искусства по организации и проведению конкурса[9]

## Книги
- Фейертаг В. Бриль Family. Музыка вокруг. СПб.: Издательско-торговый дом «Скифия», 2012. — 216 с., 1000 экз., ISBN 978-5-903463-84-8

## Известные ученики
- Ирина Отиева[10]
- Александр Осейчук[10]
- Сергей Рязанцев[10]
- Игорь Николаев[10]
- Крис Кельми[10]
- Svoy
- Алексей Иванников[10]
- Всеволод Тимофеев[11]
- Дмитрий Илугдин[11]
- Марат Габбасов[11]
- Иван Фармаковский[11]
- Евгений Лебедев[11]
- Николай Сидоренко[11]
- Владимир Нестеренко[11]
- Алексей Беккер[11]
- Алексей Чернаков[10]
- Николай Сидоренко[10]
- Арташес Асланян[10]
- Михаил Тарасов